# Tomento

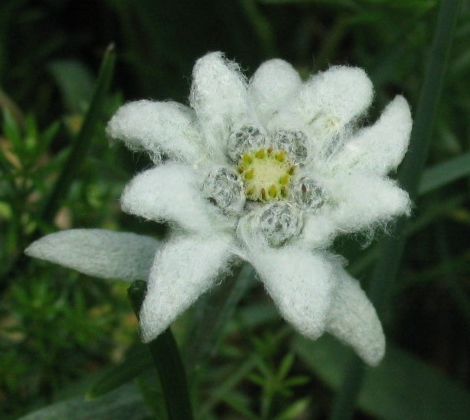
Leontopodium alpinum

Tomento (en latín: tomentum) es el conjunto de pelos de algunas plantas que se doblan y son enmarañados, formando capas de lana. A menudo, los pelos son de color plata o gris.
Muchas especies de plantas que tienen este tipo de estructura han sido nombradas por ello, incluyendo,
- Uncaria tomentosa
- Paulownia tomentosa
- Montanoa tomentosa
- Populus tomentosa
- Salvia tomentosa
- Sophora tomentosa
- Tilia tomentosa
- Rhodomyrtus tomentosa
- Marsdenia tomentosa
- Dicoma tomentosa
- Aglaia tomentosa
- Eriocapitella tomentosa
- Premna tomentosa
- Melochia tomentosa
- Plantago tomentosa
- Laggera tomentosa
- Mitrephora tomentosa
- Pergularia tomentosa
- Amsonia tomentosa
- Anthemis tomentosa
- Achillea tomentosa
- Aristolochia tomentosa
- Opuntia tomentosa
- Kalanchoe tomentosa